# Nur Ahmadi
Nur Ahmad Ahmadi (ur. 23 sierpnia 1992) – afgański zapaśnik walczący w obu stylach. Zajął piąte miejsce na igrzyskach azjatyckich w 2018 i dwunaste w 2010. Wicemistrz Igrzysk Azji Południowej w 2010. Brązowy medalista halowych igrzysk azjatyckich w 2017. Siódmy na igrzyskach Solidarności Islamskiej w 2017 roku.